# スケール効果
スケール効果とは、物体の大きさが変化するとその物体にはたらく力や作用などの大きさ・比が変わり、挙動が異なってくる現象である。例として、
- 小麦の一粒は手のひらから落ちるが、寸法を小さくした小麦粉が手に付くと落としにくくなる。
- 液体が狭い流路を流れるとき、慣性力よりも粘性の影響を強く受けるようになるため流れにくくなる。しかし液体を混合するときの拡散時間を短くすることができる。
- 鉄などの多結晶構造をもつ材料は微小化すると欠陥数が減るため見かけの強度が高くなる。（寸法効果）